# Velence vár
A Velence vár (francia nyelven: Venise n'est pas en Italie) egy 2019-ben bemutatott francia filmvígjáték Ivan Calbérac rendezésében.

## Szereplők
- Benoît Poelvoorde – Bernard Chamodot
- Valérie Bonneton – Annie Chamodot
- Helie Thonnat – Émile Chamodot
- Eugène Marcuse – Fabrice Chamodot
- Coline D'Inca – Natacha
- Luna Lou – Pauline Després
- Veronica Novak – Mme Després
- Nicolas Briançon – M. Després

## Cselekmény
Bernard Chamodot és Annie Chamodot egy lakókocsiban élnek szegénységben hosszú évek óta kisebbik fiukkal, Émile-vel. Émile nem túl népszerű az iskolában szőkére festett hajával, matek tudásával és félénk természetével. Boldogtalanul él, amíg meg nem ismeri a gazdag családból származó Pauline-t, aki hárfán játszik. Pauline Velencében fog fellépni a nyári szünetben, ahová elhívja új barátját is. Émile szeretne utána menni, a családfő pedig kitalálja, hogy menjen az egész család a lakókocsijukkal. Az utolsó este csatlakozik még hozzájuk a másik fiuk is, Fabrice.
Elindulnak együtt Velence irányába, ahol rengeteg váratlan dolog éri a családot: egy félig francia félig indiai telekocsi utas is csatlakozik hozzájuk egy darabig, majd őt váltja Fabrice új szerelme, Natacha. Egy defekt miatt az érkezés veszélybe kerül, ezért a két fiú egy lopott motorkerékpárral teszik meg az utolsó kilométereket. Eljutnak végül időben Velencébe, a koncertre. A fiatalok szerelme azonban nem tart sokáig, Pauline édesapja erőszakkal elráncigálja a lányt.
Natacha Velencében marad pincérnőként, a négytagú család pedig együtt indul hazafelé. Szeptemberben Émile megpróbál kapcsolatba lépni Pauline-vel, ám ő és egész családja időközben Londonba költözött.
A film záró képsoraiban a Chamodot család egy londoni utazást tervezget, át a Csalagúton.